# الهجوم على مطعم غولدنبرغ

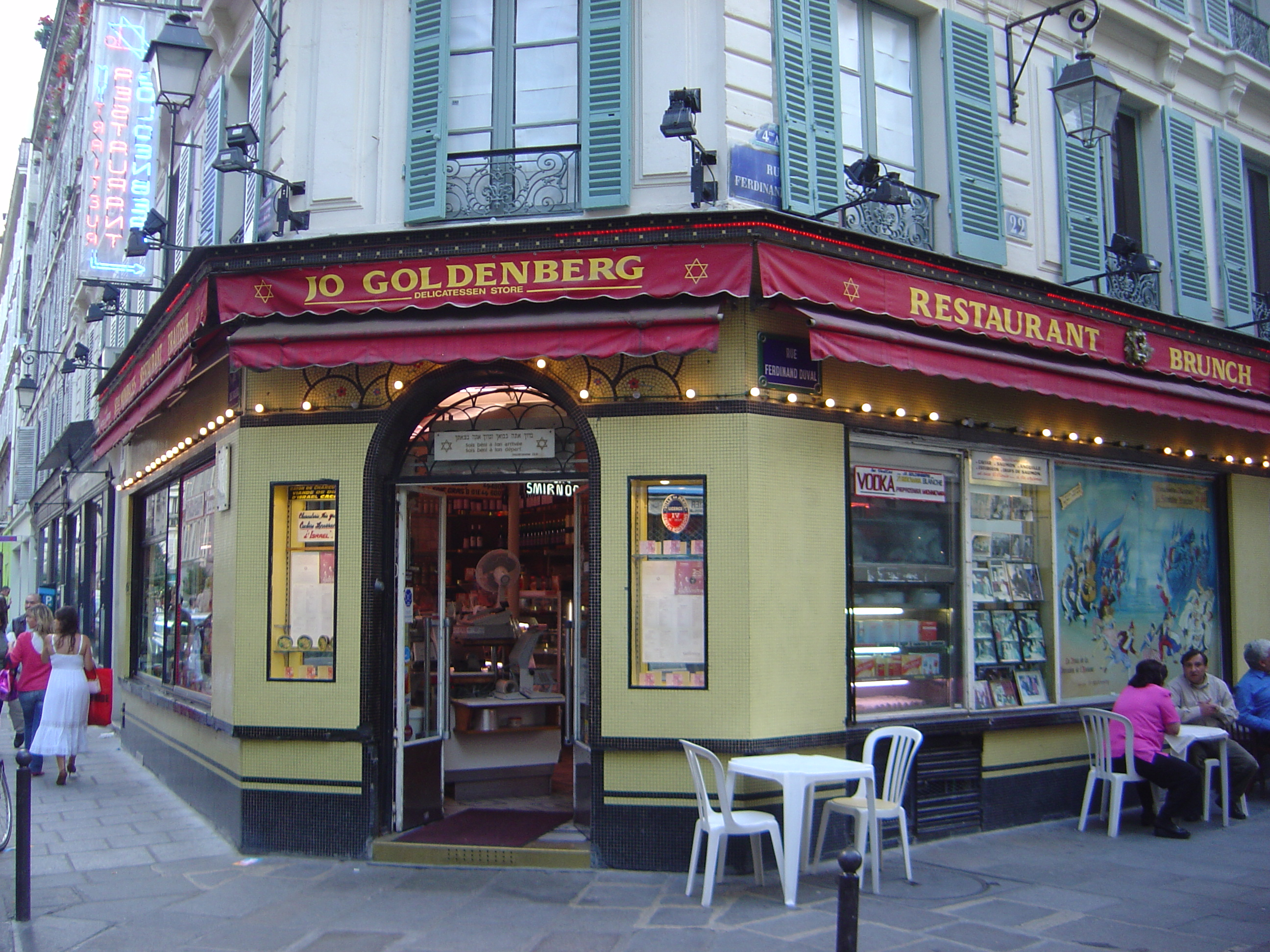
مطعم شيز جو غولدنبرغ في عام 2005.

الهجوم على مطعم غولدنبرغ كان عبارة عن هجوم بالقنابل وإطلاق النار على مطعم يهودي في منطقة ماريز في باريس عاصمة فرنسا في 9 أغسطس 1982 قامت به منظمة أبو نضال وهي جماعة انشققت عن حركة فتح. ألقى اثنان من المهاجمين قنبلة يدوية على غرفة الطعام ثم هرعوا وأطلقوا الرشاشات. قتلوا ستة أشخاص بينهم أميركيان وهما آن فان زانتن أمينة جمعية شيكاغو التاريخية وغريس كوتلر وأصيب 22 آخرين. كان زوج السيدة فان زانتن ديفيد أستاذ تاريخ الفن في جامعة نورث وسترن من بين المصابين. ذكرت مجلة بيزنس ويك في وقت لاحق أنه «أكبر عدد من الضحايا يعاني منه اليهود في فرنسا منذ الحرب العالمية الثانية». أغلق المطعم في عام 2006 وتوفي المالك السابق جو غولدنبرغ في عام 2014.
على الرغم من أن منظمة أبو نضال كانت مشتبهة منذ فترة طويلة لم يتم تحديد هوية المشتبه فيهم من المجموعة إلا بعد 32 عاما من الاعتداءات وذلك في أدلة قدمها اثنان من أعضاء أبو نضال السابقين ممن رفضوا من قبل قضاة فرنسيين.
في مارس 2015 قالت السلطات الفرنسية أنه صدر أمر دولي بالقبض على ثلاثة رجال ينتمون إلى المنظمة. تم تحديد هوية المشتبه فيهم على أنهم يعيشون في النرويج والأردن ورام الله في الأراضي الفلسطينية. وليد عبد الرحمن أبو زايد (56 عام) الذي أصبح مواطن نرويجي ومن غير المرجح أن يتم تسليمه أو يواجه تهمة في النرويج ومحمود خضر عابد (59 عام) الذين يعيشون في رام الله ما زالوا يبحثون عنهم.
في يونيو 2015 اعتقل في الأردن فلسطيني يدعى زهير محمد حسن خالد العباسي المعروف أيضا باسم أمياد عطا وفقا لمكتب المدعي العام في باريس الذي قال أيضا أن فرنسا طلبت تسليم المجرمين. في 17 يونيو أطلق الأردن العباسي بكفالة.